# Matthew Rice
Pour les articles homonymes, voir Rice.
Matthew "Matt" Rice, né le 2 mai 2000, à Canberra, est un coureur cycliste australien.

## Biographie
Matthew Rice est formé au Canberra Cycling Club. 
En 2019, il intègre l'équipe continentale australienne Pro Racing Sunshine Coast. Bon sprinteur, il se distingue en remportant une étape du Tour of the King Valley et du Tour du Gippsland, manches du National Road Series. Il s'impose également au classement général du Tour of America's Dairyland. Au mois de novembre, il ajoute à son palmarès une étape du Tour de Quanzhou Bay, sa première victoire dans le calendrier UCI. 
Lors de la saison 2021, il devient champion d'Australie du critérium dans la catégorie des espoirs (moins de 23 ans). L'année suivante, il intègre la réserve de la formation WorldTour Lotto-Soudal. Il se classe deuxième d'une étape du Tour du Loir-et-Cher et huitième du Mémorial Philippe Van Coningsloo. 

## Palmarès sur route

### Par année
- 2018
  - 3e du championnat d'Australie du critérium juniors
- 2019
  - Classement général du Tour of America's Dairyland
  - 1re étape du Tour of the King Valley
  - 3e étape du Tour du Gippsland
  - 2e étape du Tour de Quanzhou Bay
- 2020
  - 1re épreuve de la Darren Smith Cycle Classic
  - 3e du championnat d'Australie du critérium espoirs
- 2021
  -  Champion d'Australie du critérium espoirs

### Classements mondiaux
| Année            | 2020 |
| ---------------- | ---- |
| UCI Oceania Tour | 77e  |

## Palmarès sur piste

### Championnats du monde juniors
- Aigle 2018
  -  Médaillé de bronze de la poursuite par équipes juniors

### Championnats d'Océanie
- Adélaïde 2018
  -  Médaillé de bronze de la poursuite par équipes